# Simplicity Hill
Der Simplicity Hill ist ein kleiner, eisfreier Hügel in der antarktischen Ross Dependency. Im Königin-Maud-Gebirge ragt er an der Nordflanke des McGregor-Gletschers in einer Entfernung von 1,5 km westlich des Crilly Hill auf.
Teilnehmer der Expedition der Texas Tech University zum Shackleton-Gletscher (1964–1965) benannten ihn nach der Leichtigkeit, mit der er von ihnen bestiegen werden konnte, und der Einfachheit (englisch simplicity) seiner geologischen Natur.